# 초 도키메키 센덴부
초 도키메키♡ 센덴부(超ときめき♡宣伝部, 초 도키메키♡선전부)는 스타더스트 프로모션 소속의 탤런트 6명에 결성된 일본의 여성 아이돌 그룹이다. 원래 그룹명은 도키메키♡센덴부(ときめき♡宣伝部, 도키메키♡선전부). 약칭은 도키센(とき宣). 모모이로 클로버 Z 등의 그룹과 함께 STAR PLANET(통칭 스타프라)를 구성한다.

## 개요
모모이로 클로버 Z, DISH// 등을 배출하고 있는 스타더스트 프로모션 내에서 선발된 여성 멤버에 의해 2015년 4월 11일에 결성됐다. 당초는 케이블 텔레비전의 J-COM 채널로 방송되고 있는 프로그램 「사립카가죠학원 시즌 2」를 퍼뜨리기 위해 태어난 동아리 활동이라고 규정했지만 현재는 멤버 전원이 사립카가죠학원을 졸업하고 한 아이돌로 활동 중. "뛰는 뭔가를 광고하느라고 그녀들은 오늘도 노래"라는 컨셉으로 활동하는 그룹. 캐치 카피는 "너의 마음에 로크 온♡". 팬을 "센덴부원" 라고 부른다.

## 구성원

### 현 구성원
이름, 생년월일, 이미지 컬러
- 츠지노 카나미(辻野 かなみ, 1999년 6월 2일(26세)), 사이타마현 출신 - 파랑 - 최연장자, 리더
- 코이즈미 하루카(小泉 遥香, 2001년 1월 5일(24세)), 사이타마 현 출신 - 분홍
- 사카이 히토카(坂井 仁香, 2001년 7월 25일(24세)), 가나가와현 출신 - 빨강
- 요시카와 히요리(吉川 ひより, 2001년 8월 12일(24세)), 지바현 출신 - 초록
- 안 쥬리아(杏 ジュリア, 2004년 1월 15일(21세)), 도쿄도 출신 - 보라
- 스다 아키(菅田 愛貴, 2004년 12월 20일(20세)), 도쿄 도 출신 - 레몬 - 최연소

### 전 구성원
- 나가사카 마코(永坂 真心, 2002년 2월 11일(23세)), 홋카이도 출신 - 노랑
  - 2017년 3월 20일 탈퇴.
- 오다카 사라(小高 サラ, 2003년 11월 18일(21세)), 도치기현 출신 - 보라
  - 2018년 10월 7일 탈퇴.
- 후지모토 밤비(藤本 ばんび, 2004년 6월 5일(21세)), 도쿄 도 출신 - 레몬
  - 2020년 3월 31일 탈퇴.

## 음반

### 싱글
인디즈
| 순서 | 타이틀                    | 의미               | 발매일          | 최고순위 |
| ---- | ------------------------- | ------------------ | --------------- | -------- |
| 1    | 土っキュン♡!!少女         | 츠츠큥♡!! 소녀     | 2015년 6월 24일 | 13       |
| 2    | 季節外れのときめき♡サマー | 뜻밖의 설레임♡서머 | 2015년 12월 2일 | 8        |
| 3    | むてきのうた              | 무적의 노래        | 2016년 6월 1일  | 4        |

메이저
| 순서 | 타이틀                                                | 의미                                               | 발매일           | 최고순위 |
| ---- | ----------------------------------------------------- | -------------------------------------------------- | ---------------- | -------- |
| 1    | ガンバ!!                                              | 힘내!!                                             | 2016년 11월 9일  | 13       |
| 2    | どどどどどりーまー                                    | 드드드드드리머                                     | 2017년 6월 7일   | 7        |
| 3    | DEADHEAT                                              | 데드헤드                                           | 2017년 11월 22일 | 5        |
| 4    | ときめき♡宣伝部のVICTORY STORY / 青春ハートシェイカー | 도키메키♡센덴부의 빅토리 스토리 / 청춘 하트 셰이커 | 2019년 4월 10일  | 4        |
| 5    | 恋のシェイプアップ♡                                   | 사랑의 셰이크업♡                                   | 2019년 10월 9일  | 2        |
| 6    | トゥモロー最強説!!                                    | 투모로우 최강설!!                                  | 2020년 8월 26일  | 7        |
| 7    | STAR                                                  | 스타                                               | 2022년 11월 9일  | 5        |
| 8    | LOVEイヤイヤ期                                        | LOVE 반항기                                        | 2023년 5월 10일  | 4        |
| 9    | かわいいメモリアル                                    | 귀여워 메모리얼                                    | 2023년 9월 27일  | 3        |
| 10   | 最上級にかわいいの!                                   | 최상급으로 귀여워!                                 | 2024년 5월 29일  | 4        |
| 11   | 世界でいちばんアイドル / ひみつのふふふ               | 세계에서 가장 아이돌 / 비밀의 후후후               | 2025년 4월 30일  | 2        |
| 12   | ハートな胸の内♡ / 超最強                              | 하트한 가슴속♡ / 초최강                            | 2025년 8월 27일  | -        |

### 착신 싱글
- Cupid in Love (2022년 2월 2일)
- かわいいメモリアル (2023년 7월 5일)
- Sora (2023년 11월 13일)
- リトライ、青春! (2024년 3월 20일)
- きみにとっての幸せになりたいの (2024년 7월 16일)
- 最上級にかわいいの! - From THE FIRST TAKE (2024년 9월 17일)
- プリンセスヒーロー (2024년 9월 24일)
- こんなあたしはいかがですか (2024년 10월 1일)
- ひみつのふふふ (2025년 3월 21일)
- ハートな胸の内♡ (2025년 7월 2일)
- まごころ My Heart (2025년 7월 4일)
- TwinkleStart (2025년 8월 1일)
- キラキラミライ (2025년 8월 8일)

### 앨범
| 순서 | 타이틀               | 의미               | 발매일           | 최고순위 |
| ---- | -------------------- | ------------------ | ---------------- | -------- |
| 1    | ときおとめ           | 두근소녀           | 2018년 4월 11일  | 9        |
| 2    | ときめきがすべて     | 도키메키 전부      | 2020년 12월 23일 | 26       |
| 3    | ときめく恋と青春     | 설레는 사랑과 청춘 | 2024년 1월 24일  | 1        |
| 4    | ときめきルールブック | 도키메키 룰북      | 2024년 12월 4일  | 3        |

### 미니 앨범
| 순서 | 타이틀                      | 의미                           | 발매일          | 최고순위 |
| ---- | --------------------------- | ------------------------------ | --------------- | -------- |
| 1    | すきすきすきすきすきすきっ! | 좋아 좋아 좋아 좋아 좋아 좋앗! | 2021년 9월 29일 | 15       |
| 2    | ハートギュッと!             | 하트 큥!                       | 2022년 6월 22일 | 5        |

### 착신 앨범
- ゼッタイだよ (2023년 1월 30일)

## 같이 보기
- 모모이로 클로버 Z
- 시리츠에비스추가쿠
- TEAM SHACHI
- 밧텐쇼죠타이
- 아메후라시
- ukka
- 이키나리 토호쿠산
- LumiUnion
- 스타프라 연구생